# 梅里格島
梅里格島（Merig）是太平洋島國瓦努阿圖的島嶼，屬於班克斯群島的一部分，位於加瓦島以東約20公里，由托爾巴省負責管轄，面積0.5平方公里，最高點海拔高度125米，每年平均降雨量超過3,500毫米，2009年人口12。由西班牙人探險家佩德羅·費爾南德斯·奎羅斯在1606年4月發現。